# Нин (Хорватия)
Нин (хорв. Nin, итал. Nona, лат. Aenona) — город в Хорватии в жупании Задар. Население — 1 256 чел. (2001).

## Общие сведения
Нин расположен в 17 километрах к северо-западу от центра Задара. Историческая часть города находится на небольшом острове (диаметр около 500 метров) рядом с побережьем, остров связан с берегом двумя мостами. В древности Нин был одним из важнейших городов Далмации, центром важной епархии. В городе сохранилось множество архитектурных памятников.
Нин связан с Задаром городской автобусной линией, автобусы из Нина ходят также на расположенный неподалёку остров Вир. В двух километрах к югу от Нина находится курортный посёлок Затон — центр пляжного туризма в окрестностях Задара.

## История
Нин один из древнейших городов Центральной Далмации. Согласно археологическим раскопкам поселение появилось здесь около 10 тысяч лет назад, в доримскую эпоху его населяло иллирийское племя либурнийцев. При римлянах он представлял собой укреплённое поселение Аэнона, расположенное на островке рядом с берегом. В римский период был построен один из самых больших далматинских храмов, где исповедовался культ императора Августа.
В V веке после распада Западной Римской империи город регулярно подвергался набегам различных завоевателей. В VII веке сюда, как и на всё далматинское побережье, пришли славяне.
В период раннего хорватского государства Нин стал одним из важнейших городов страны. Князь Бранимир, первый правитель независимой Хорватии в 879—892 годах, имел в Нине резиденцию, фактически при нём Нин стал первой столицей страны. В это же время Нин стал центром крупной епархии, кафедральный собор, Собор Святого Креста, построен в IX веке.
В X веке при короле Томиславе I в ходе разгоревшихся церковных споров Нин стал центром партии, которая стояла за сохранение славянского богослужения. Лидером этой партии был епископ Гргур Нинский, который почитается в современной Хорватии как борец за национальную культуру и язык. Гргуру противостояла партия сплитского епископа, которая стояла за латинизацию литургии. На церковных соборах 925 и 927 годов победили сторонники латинизации, однако славянское богослужение сохранялось в Хорватии ещё долго. В 1205 году Нин перестал быть столицей Нинской жупании и был преобразован в автономную городскую коммуну.
После перехода Далмации в 1409 году под контроль Венецианской республики Нин вступил в период заката. Постоянные столкновения между венецианцами и турками приводили к запустению, дважды в 1571 году и в 1646 году город почти полностью разрушался. Развитие расположенной рядом Зары подавляло экономику Нина. К XIX веку некогда важный город превратился в рыбацкую деревушку. В 1828 году была ликвидирована Нинская епархия.
С 70-х годов XX века Нин стал развиваться как туристическое направление. Сохранившиеся архитектурные памятники были отреставрированы. В 80-х годах рядом с городом была построена крупнейшая в Хорватии радиовещательная станция. В ходе войны в Хорватии в 1991 году станция была разрушена сербскими бомбардировками, однако сам город пострадал незначительно. После войны станция была частично восстановлена.

## Достопримечательности
- Церковь Святого Креста — маленькая крестово-купольная церковь IX века. Местная традиция называет её «самым маленьким собором мира». Внутренние размеры церкви — 7.8 м в длину, 7.6 м в ширину и 8.2 м в высоту. Толщина стен — 57 см. Несмотря на то, что Нин несколько раз в Средневековье почти полностью разрушался, Собор Святого Креста чудом остался нетронутым и дошёл до нас в первозданном виде.
- Церковь Святого Амвросия — романская церковь XII века.
- Собор Святого Ансельма — в настоящее время в его стенах выставка ювелирных шедевров и старинной церковной утвари.
- Развалины римского храма Августа — остатки одного из крупнейших римских храмов Далмации. Четыре скульптуры правителей из рода Юлиев-Клавдиев из этого храма в настоящий момент экспонируются в археологическом музее Загреба.
- Мосты. Старый город Нина соединён с берегом двумя мостами XVI века. В старом городе они выводят к Нижним и Верхним воротам.
- Церковь Святого Николая — расположена на холме неподалёку от Нина. Построена в романском стиле в XI веке. Место коронации нескольких королей Хорватии.